# Gare de Hambourg-Barmbek
La gare de Hambourg-Barmbek (en allemand : Bahnhof Hamburg-Barmbek) est à la fois une station de la ligne U3 du métro de Hambourg et une gare de la ligne S1 de la S-Bahn de Hambourg.

## Situation sur le réseau
La gare est également une station de jonction entre la ligne périphérique du métro de Hambourg et la Walddörferbahn.

Plan de la ligne U3
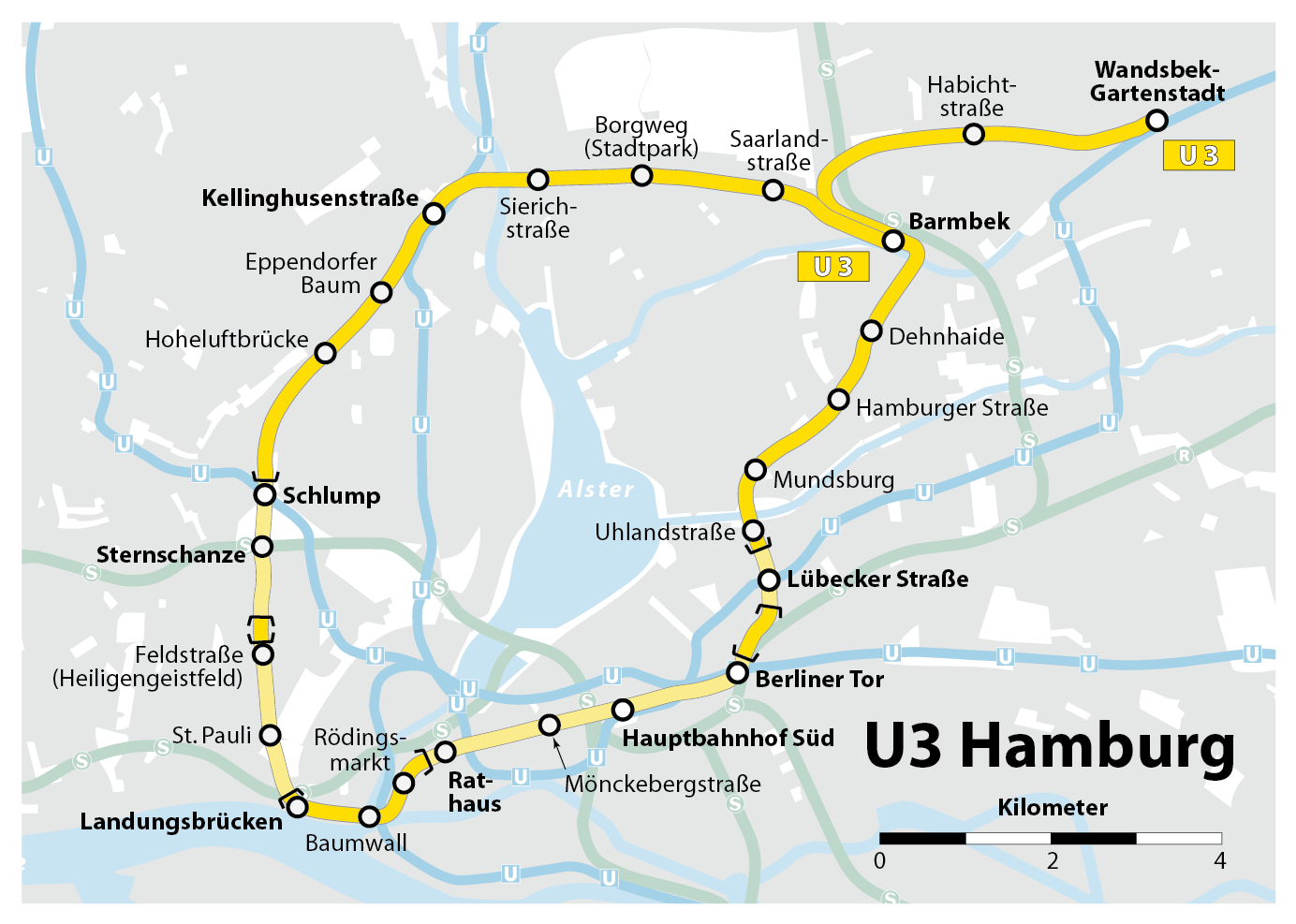

## Histoire
La gare de Barmbek ouvre en 1906 dans le cadre de la ligne urbaine de Hambourg à Altona. À partir de 1912, le chemin de fer surélevé (plus tard appelé U-Bahn) s'arrête également sur quatre voies et deux quais, construits directement au sud, parallèlement à la gare de banlieue. Avec la construction de l'embranchement du métro vers les villages forestiers, une autre plate-forme à deux voies est ajoutée. Pour y parvenir, le bâtiment d'accueil de Wiesendamm doit être démoli en 1916. 